# المجموعة الشيوعية البوركينية
المجموعة الشيوعية البوركينية (بالفرنسية: Groupe Communiste Burkinabè) كان حزبًا شيوعيًا في بوركينا فاسو. بدأ الحزب باعتباره انشقاقًا عن الحزب الشيوعي الثوري الفولتي في عام 1983، بعد رفض الحزب الثوري دعم الحكومة الثورية لتوماس سانكارا.
في عام 1986، وقع الحزب إعلانًا، جنبًا إلى جنب مع اتحاد النضال الشيوعي - المجدد واتحاد الشيوعيين في بوركينا فاسو والمنظمة العسكرية الثورية، يدعو إلى الوحدة الثورية. في ذلك الوقت، كان للحزب وزيراً واحداً في الحكومة هو واتامو لمين وزيراً للإعلام والثقافة.
في عام 1989، ترك الحزب الحكومة، بعد رفضه الانضمام إلى منظمة الديمقراطية الشعبية - الحركة العمالية تحول الحزب إلى العمل السري. في أبريل 1989، انقسمت إلى فصيلين، أحدهما بقيادة ساليف ديالو انضم إلى الحركة العمالية. الآخر، بقيادة جان مارك بالم أصبح الحركة من أجل الديمقراطية الاشتراكية في مارس 1991.